# Spencer (Caroline du Nord)
Pour les articles homonymes, voir Spencer.
Spencer est une ville américaine du comté de Rowan en Caroline du Nord. Au recensement de 2010 la population était de 3 267 habitants.

## Démographie
| 1910  | 1920  | 1930  | 1940  | 1950  | 1960  |
| ----- | ----- | ----- | ----- | ----- | ----- |
| 1 915 | 2 510 | 3 128 | 3 072 | 3 242 | 2 904 |

| 1970  | 1980  | 1990  | 2000  | 2010  | - |
| ----- | ----- | ----- | ----- | ----- | - |
| 3 075 | 2 938 | 3 219 | 3 355 | 3 267 | - |